# Armorial de la Hongrie
 (juillet 2024).
Si vous disposez d'ouvrages ou d'articles de référence ou si vous connaissez des sites web de qualité traitant du thème abordé ici, merci de compléter l'article en donnant les références utiles à sa vérifiabilité et en les liant à la section « Notes et références ».
Ne doit pas être confondu avec Armoiries de la Hongrie.
Cette page donne les armoiries de la Hongrie, de ses comitats et de ses localités (non exhaustif).

## Armoiries de la Hongrie

Royaume de Hongrie entre 1867 et 1920
Hongrie

## Armorial des comitats

Bács-Kiskun
Baranya
Békés
Borsod-Abaúj-Zemplén
Budapest
Csongrád
Fejér
Győr-Moson-Sopron
Hajdú-Bihar
Heves
Jász-Nagykun-Szolnok
Komárom-Esztergom
Nógrád
Pest
Somogy
Szabolcs-Szatmár-Bereg
Tolna
Vas
Veszprém
Zala

## Armorial des comitats du Royaume de Hongrie

Abaúj-Torna
Alsó-Fehér
Arad
Árva
Bács-Bodrog
Baranya
Bars
Békés
Bereg
Beszterce-Naszód
Bihar
Borsod
Brassó
Csanád
Csongrád
Csík
Esztergom
Fejér
Gömör és Kis-Hont
Győr
Hajdú
Háromszék
Heves
Hont
Hunyad
Jász-Nagykun-Szolnok
Kis-Küküllő
Kolozs
Komárom
Krassó-Szörény
Liptó
Moson
Nógrád
Pozsony
Somogy
Szabolcs
Szatmár
Szeben
Szepes
Tolna
Torontál
Turóc
Udvarhely
Ugocsa
Ung
Vas
Veszprém
Zala
Zemplén
Zólyom

## Armorial des Églises hongroises

Église catholique en Hongrie
Église évangélique de Hongrie
Église réformée hongroise
Église réformée de Hongrie
Église unitarienne hongroise

## Armorial des collectivités des minorités

Minorité allemande de Hongrie
Minorité croate de Hongrie
Minorité slovaque de Hongrie

## Armorial des familles nobles

### Clans

Clan Balogh
Clan Bár-Kalán
Clan Csanád
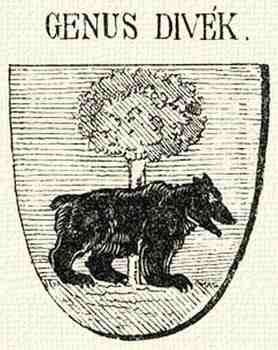
clan Divék
Clan Hont-Pázmány
Clan Osl